# Cathy Racon-Bouzon
Cathy Racon-Bouzon, née le 22 novembre 1976 à Domont (Val-d'Oise), est une femme politique française, députée des Bouches-du-Rhône de 2017 à 2022.

## Biographie
Cathy Racon-Bouzon est mariée et mère de 3 enfants. Après un diplôme à l'ESCP Europe, elle travaille pour la société Pernod Ricard, durant 10 ans, avant de devenir travailleur indépendant, en tant que concepteur-rédacteur. En 2015, elle rejoint la société Kaporal, comme directrice de la communication.

## Carrière politique
Elle est élue députée de la 5e circonscription des Bouches-du-Rhône pour La République en marche avec 52,21% des voix au second tour des élections législatives de 2017.
Elle s’investit pour une rénovation du bâti scolaire marseillais fondé sur un audit complet des écoles de la ville.
D'avril à juillet 2019, elle est responsable, pour le Groupe La République en Marche, du projet de loi pour la conservation et la restauration de la cathédrale Notre-Dame et instituant une souscription nationale à cet effet.
En ballotage puis battue au second tour des législatives de 2022, son mandat de députée se termine le 21 juin 2022.

## En savoir plus